# Momentschatter
Een momentschatter is in de statistiek een schattingsmethode die gebruikmaakt van de momenten van de steekproef om de overeenkomstige momenten in de populatie te schatten. Ook andere parameters dan de populatiemomenten zelf worden geschat door de parameter uit te drukken in de momenten. 
De methode, die door de Britse statisticus Karl Pearson ontwikkeld werd, wordt ook momentenmethode genoemd. Het is de oudste schattingsmethode in de statistiek.
Bekende voorbeelden zijn: het steekproefgemiddelde als schatter voor het populatiegemiddelde of de verwachtingswaarde van de kansverdeling, de steekproefvariantie als schatter voor de (populatie)variantie, enz.

## Voorbeeld
De stochastische variabele {\displaystyle X} heeft een gamma-verdeling met kansdichtheid:
{\displaystyle f(x;k,\theta )=x^{k-1}{\frac {e^{-x/\theta }}{\theta ^{k}\,\Gamma (k)}}\ \mathrm {als} \ x>0}
De eerste twee momenten van deze verdeling zijn: 
{\displaystyle \mu _{1}=\operatorname {E} (X)=k\theta }
en
{\displaystyle \mu _{2}=\operatorname {E} (X^{2})=\theta ^{2}k(k+1)}

De parameters {\displaystyle k} en {\displaystyle \theta } zijn dus functies van deze beide momenten, en wel:
{\displaystyle k={\frac {\mu _{1}^{2}}{\mu _{2}-\mu _{1}^{2}}}}
en
{\displaystyle \theta ={\frac {\mu _{2}-\mu _{1}^{2}}{\mu _{1}}}}

Op grond van een aselecte steekproef {\displaystyle X_{1},\ldots ,X_{n}} van {\displaystyle X} worden de momenten geschat door de overeenkomstige steekproefmomenten {\displaystyle m_{1}} en {\displaystyle m_{2}}:
{\displaystyle m_{1}={\frac {1}{n}}(X_{1}+\ldots +X_{n})}
en
{\displaystyle m_{2}={\frac {1}{n}}(X_{1}^{2}+\ldots +X_{n}^{2})}
De momentschatters voor de parameters {\displaystyle k} en {\displaystyle \theta } zijn dan de overeenkomstige functies van de steekproefmomenten:
{\displaystyle {\hat {k}}={\frac {m_{1}^{2}}{m_{2}-m_{1}^{2}}}}
en
{\displaystyle {\hat {\theta }}={\frac {m_{2}-m_{1}^{2}}{m_{1}}}}